# Michael Brett
Michael Brett, född 1921 (ibland felaktigt angivet 1928), död 2000, var en amerikansk författare som främst skrev under eget namn och som Mike Brett. Han är främst känd för sina tio böcker om privatdetektiven Pete McGrath.

### Som Michael Brett omPete McGrath
- Kill him quickly, it's raining 1966 (Utan val 1969, Kometdeckaren 190)
- Another day, another stiff 1967 (In i det sista 1971, Kometdeckaren 213)
- Dead, upstairs in a tub 1967 (Med berått mod 1970, Kometdeckaren 198)
- An ear for murder 1967 (Utan chans 1969, Kometdeckaren 192)
- The flight of the stiff 1967 (Dödskyssen 1970, Kometdeckaren 201)
- Turn blue, you murderers 1967 (Utan omsvep 1969, Kometdeckaren 196)
- We the killers 1967 (God för mord 1971, Kometdeckaren 221)
- Death of a hippie 1968 (Brott för brott 1970, Kometdeckaren 210)
- Lie a little, die a little 1968 (Råka i knipa 1970, Kometdeckaren 204)
- Slit my throat, gently 1968 (Ligga illa till 1970, Kometdeckaren 207)